# Microphthalma differens
Microphthalma differens là một loài ruồi trong họ Tachinidae.